# Индепенденс (Айова)
Индепенденс (англ. Independence) — город в США, административный центр округа Бьюкенен штата Айова. Население — 6064 человека (2020).

## География
Индепенденс расположен по координатам 42°27′44″ с. ш. 91°54′11″ з. д. (42.462193, -91.903152). По данным Бюро переписи населения США в 2010 году город имел площадь 16,09 км², из которых 15,73 км² — суша и 0,36 км² — водоёмы.

## Демография
| Год переписи | Нас. |  | %±     |
| ------------ | ---- |  | ------ |
| 1860         | 1395 |  | —      |
| 1870         | 2945 |  | 111,1% |
| 1880         | 3128 |  | 6,2%   |
| 1890         | 3163 |  | 1,1%   |
| 1900         | 3656 |  | 15,6%  |
| 1910         | 3517 |  | −3,8%  |
| 1920         | 3672 |  | 4,4%   |
| 1930         | 3691 |  | 0,5%   |
| 1940         | 4342 |  | 17,6%  |
| 1950         | 4865 |  | 12%    |
| 1960         | 5498 |  | 13%    |
| 1970         | 5910 |  | 7,5%   |
| 1980         | 6392 |  | 8,2%   |
| 1990         | 5972 |  | −6,6%  |
| 2000         | 6014 |  | 0,7%   |
| 2010         | 5966 |  | −0,8%  |
| 2020         | 6064 |  | 1,6%   |

Согласно переписи 2010 года, в городе проживало 5966 человек в 2521 домохозяйстве в составе 1566 семей. Плотность населения составляла 371 человек/км². Было 2745 квартир (171/км²).
Расовый состав населения:
| - 97,6 % — белых - 0,7 % — азиатов - 0,3 % — чёрных или афроамериканцев - 0,1 % — коренных американцев |

К двум или более расам принадлежало 1,1 %. Доля испаноязычных составляла 1,2 % всего населения.
По возрастному диапазону население распределялось следующим образом: 23,9 % — лица младше 18 лет, 56,4 % — лица в возрасте 18-64 лет, 19,7 % — лица в возрасте 65 лет и старше. Медиана возраста жителя составила 41,0 года. На 100 человек женского пола в городе приходилось 88,0 мужчины; на 100 женщин в возрасте от 18 лет и старше — 84,2 мужчин также старше 18 лет.
Средний доход на одно домашнее хозяйство составил 63 966 долларов США (медиана — 50 036), а средний доход на одну семью — 84 664 доллара (медиана — 67 656). Медиана доходов составляла 46 372 доллара для мужчин и 31 852 доллара для женщин. За чертой бедности находилось 10,6 % человек, в том числе 16,6 % детей в возрасте до 18 лет и 7,8 % лиц в возрасте 65 лет и старше.
Гражданское трудоустроенное население составляло 2986 человек. Основные области занятости: образование, здравоохранение и социальная помощь — 25,0 %, производство — 17,7 %, искусство, развлечения и отдых — 11,9 %, розничная торговля — 11,1 %.